# Tomislav Crnković
Tomislav Crnković (Kotor, 17. lipnja 1929. – Zagreb, 17. siječnja 2009.) bio je hrvatski nogometaš, nastupao do 1964.
Rođen je u Kotoru. Bio je vrhunski nogometaš. Igrao je na poziciji lijevog i srednjeg braniča. Nadimak mu je bio Crni. Nastupao je za HAŠK, Metalac Zagreb, Dinamo Zagreb, Lask Linz i Servette. Za reprezentaciju Jugoslavije, imao je 51 nastup. Osvojio je srebro na Olimpijskim igrama u Helsinkiju 1952. S Dinamom je osvojio dva prvenstva 1953./54. i 1957./58. i dva kupa 1951. i 1959./60. 
Bio je oštar i beskompromisan borac, izdržljiv, pokretljiv, odličan u skoku. Nitko od njega nije bio duži period kapetan Dinama. U pedesetim godinama 20. stoljeća, bio je jako popularan. U starosti je obolio i osiromašio, bio je prvi štićenik Zaklade hrvatskih sportaša, osnovane 2006.
Preminuo je u Zagrebu 17. siječnja 2009. u 80. godini života.

## Trofeji
- prvak Jugoslavije s Dinamom (1953./54. i 1957./58.)
- osvajač Kupa maršala Tita s Dinamom (1951. i 1959./60.)
- srebrna olimpijska medalja 1952. u Helsinkiju
- Godine 1991. dobii je Državne nagrade za šport "Franjo Bučar"